# 西岡武夫
西岡 武夫（にしおか たけお、1936年〈昭和11年〉2月12日 - 2011年〈平成23年〉11月5日）は、日本の政治家。従二位桐花大綬章。
衆議院議員（11期）、参議院議員（2期）、文部政務次官（第3次佐藤内閣）、新自由クラブ幹事長、文部大臣（第111・112代）、自由民主党総務会長、新進党幹事長、参議院議長（第28代）などを歴任。

## 来歴・人物

### 自民党から新自由クラブへ
1963年（昭和38年）11月、衆議院議員を5期務めた父・竹次郎と、吉田茂が率いる自由党初の女性参議院議員として婦人参政権運動に尽力した母・ハルの地盤を引継いだ世襲候補として第30回衆議院議員総選挙に無所属で立候補。4位当選を果たし、自民党の追加公認を受ける。前職の国会議員である母とともに初登院した。当初は三木派に所属し、自民党青年局長、文教部会長をつとめていた。
ロッキード事件を期に、衆議院議員の河野洋平、田川誠一、山口敏夫、小林正巳、参議院議員の有田一寿と共に、6人で自民党を離党。1976年（昭和51年）6月25日に「保守政治の刷新」を掲げて新自由クラブを結党し、西岡は幹事長に就任した。新自由クラブは、結成直後の第34回衆議院議員総選挙で、自民党に不満を持っていた保守層の受け皿になる形で、一挙に17人を当選させた（さらに追加公認1人）。しかし、政策、党の路線をめぐり、野党として革新にも配慮を示す河野や田川と、あくまで保守主義を念頭に置く西岡、山口らとの間に亀裂が生じ、1979年（昭和54年）7月に西岡は単独で新自由クラブを離党した。1980年（昭和55年）12月に自民党に復党したが、1983年（昭和58年）12月の総選挙では落選。

### 自民党復党から新進党へ

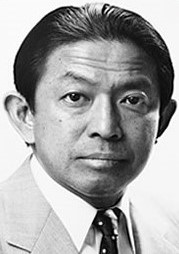
文部大臣の頃の肖像写真

1986年（昭和61年）の総選挙で当選した後は宮澤派に所属。文教族としてキャリアを積み、1988年（昭和63年）に発足した竹下改造内閣で文部大臣として初入閣。続く宇野内閣でも文相に留任した。1989年（平成元年）、海部内閣で消費税の見直しが持ち上がった際、辞任した自民党税制調査会長の山中貞則に代わり、後任の税制調査会長に就任。
1989年11月30日、党四役と税調幹部の協議で海部首相の意向を受けた「全食料品を全流通段階で非課税とする」案を軸にした見直し案を小沢幹事長ら党四役は求めたが西岡は食料品の税率を2%に引き下げる軽減税率を主張して協議は難航し合意に至らず、海部が公言していた「十一月中の青写真提示」は果たせなかった。
1990年（平成2年）2月に早稲田大学雄弁会及び三木派の先輩で、同じ文教族である海部俊樹首相の強い意向で自民党総務会長に就任し、党三役入り。幹事長は竹下派の小沢一郎、政務調査会長は安倍派の加藤六月であった。のちに総裁の海部を含めた四人は自民党を離党し、新進党結党に至るが、この時期にその強い関係ができたと思われる。同年12月、党三役にリクルート事件からの謹慎明けの加藤紘一を送り込みたい宮澤派は西岡に総務会長職の交代を求めるが、これを拒否したため、派閥から除名。
政治改革が頓挫したのを契機に海部内閣が総辞職した後、海部を会長とする政治改革推進協議会を自民党に結成。1993年（平成5年）の第40回衆議院議員総選挙では、自民党から立候補し当選するが、政治改革推進派として執行部批判を強め、梶山静六幹事長が党内の混乱を収拾するために「結束前進の会」を作ろうとしたときはこれを「屋上屋を架すもの」と批判した。結局、西岡は同年12月に自民党を再び離党。改革の会代表、自由改革連合事務局長を経て、1994年（平成6年）に新進党結党に参画し、海部党首実現に動く。国会対策委員長、幹事長を歴任。小沢一郎を補佐するが、1997年（平成9年）に新進党は解党した。

### 自由党から民主党へ
1998年（平成10年）1月、小沢、加藤六月、野田毅らと共に自由党を結成し、副党首に就任。同年2月、高田勇知事が引退を表明した長崎県知事選挙に党内の慎重意見を抑えて出馬するも、同じく新人の金子原二郎に敗れ落選し補選出馬による国政復帰に意欲的だったが野田幹事長の反対で断念。2000年（平成12年）の第42回衆議院議員総選挙に重複立候補を辞退し自由党公認で出馬するが、落選。
2001年（平成13年）7月、第19回参議院議員通常選挙に自由党公認で比例区から出馬し、当選。国政復帰を果たした。党参議院議員会長、参院会派「国会改革連絡会（自由党・無所属の会）」代表をつとめる。2003年（平成15年）、民主党との合流（民由合併）が決定すると、当初不参加の姿勢を示した。しかし最終的に参加を決断し、参院会派「民主党・新緑風会」常任役員・顧問に就任した。2006年（平成18年）、皇位継承問題で、皇室典範改正に慎重な立場を明らかにし、党内の保守系議員を中心に「皇室典範改正を慎重に考える会」を結成し会長に就任した。党内では渡部恒三と共に保守派の重鎮となり、党内の保守系議員で構成される永住外国人の地方参政権を慎重に考える勉強会にも参加し、外国人参政権反対を表明した。
2007年（平成19年）8月、議員歴が長く、国会対策に精通している点が評価され、参議院議院運営委員長に就任した。
同月9日、西岡は「次の国会からクールビズの申し合わせを廃棄し、本会議場、委員会室での議案審議に際してはネクタイ着用を義務化したい」と提案した。「制服を着用して国会見学する子どもがいるのに、議員がリラックスした格好をしているのはいかがなものか」と説明した（8月10日付の各全国紙）。これに対して、すでにクールビズが3年目になり広く浸透しているし、参議院先例集にクールビズ以前の1951年（昭和26年）8月から半世紀以上にわたり「ネクタイは外してよい」という申し合わせがあるので、与党のみならず、他野党や身内の民主党内からも批判が出て、この提案を撤回することとなった。
この突然の提案については、環境大臣としてクールビズの旗振り役を務めたのが小池百合子であったので、民主党参院国対幹部の見方として「新進党、自由党と行動を共にしながら、自民党に移った小池に対する意趣返しではないか」といった見解も報道された。
2009年（平成21年）10月23日、岡田克也外務大臣が閣議の席で、国会開会式での天皇の「おことば」について「陛下の思いが少しは入った言葉がいただけるような工夫を考えて欲しい」と宮内庁に求めたのに対し、「天皇陛下の政治的中立を考えれば、お言葉のスタイルについて軽々に言うべきではない。極めて不適切だ」と批判した。天皇の「おことば」の文面の検討は宮内庁の業務ではない。
2009年（平成21年）11月17日の記者会見で、2008年（平成20年）3月に武藤敏郎元財務次官を日本銀行総裁に起用する国会同意人事案に反対したことについて「当時の自公政権と対決するのが主眼であった」と説明し、「財金分離を理由に不同意としたのは、今でもおかしいと思っている」と語った。18日に江利川毅前厚生労働次官を人事院人事官に起用する政権の方針が「脱官僚に矛盾する」と批判を浴びているため、過去の過ちを率直に認めることで、江利川人事案に理解を求める狙いがあったと言われる。
2010年（平成22年）6月16日、国会最終日で野党が提出していた江田五月議長不信任案、菅直人内閣総理大臣問責決議案、荒井国務大臣問責決議案について、与党民主党の意向を受けて委員長職権で本会議を流会とし、国会最終日に参議院本会議が開かれない異例の事態となった。

### 参議院議長
2010年（平成22年）7月の第22回参議院議員通常選挙で民主党が大敗し、民主党は参議院で過半数を割り込んだ。しかしなお参議院第一党であり、参議院議長は第一党から出すことになっている慣例を楯に民主党は西岡を議長に推すものの、前国会での江田参院議長、西岡参院議院運営委員長らの国会運営に反発する自民党執行部とみんなの党は自民党からの議長選出を主張した。しかし野党共闘は不調に終わり、自民・みんなの2党は議長選挙への野党統一候補の擁立を断念。西岡を江田の後任の議長とする流れが固まり、自民党は副議長候補を擁立することになった。西岡は同年7月21日、議院運営委員長として理事会で国会運営について野党に謝罪した。
しかし、議長選挙では全会一致で議長が決まるのが通例であるのに、西岡は過半数の139票を獲得したものの、白票88票、江口克彦（みんなの党）が11票、尾辻秀久（自由民主党、副議長に就任）が1票と異例の投票結果となった。参議院議長就任に伴い離任した参議院議院運営委員長の後任は、自民党の鈴木政二参院国会対策委員長が就任し、議院運営委員長のポストは野党に明け渡すことになった。
参議院議長就任以降、民主党出身ながら民主政権の菅内閣に批判的な立場を取る等、中立が求められる参議院議長としては過去になかった異例の行動が多かった。議長としての異例な行動の理由に「日本の政治には、もう『余白』や『悠長な時間』が無い」と述べ、また「私へのチェック機能は議長不信任決議案（提出の可能性）などで担保されている」と説明した。
- 参議院史上初めて議長の記者会見の定例化に踏み切った[5]。
- 参院選における一票の格差の是正等を目指し全党派の代表が参加する会議を新設[6]。全国を9ブロックに分けた比例区による新選挙制度とする私案を提案。

- 2010年9月の民主党代表選挙に関し、候補者の出馬表明前の同年8月23日に「菅直人首相が続投を表明すれば、対抗する候補者は相当の覚悟が必要だ。党を去ることも選択肢に入る」と発言し小沢一郎の立候補を牽制した。民主党籍[注釈 2]は持っているものの自らの投票権は棄権することもあわせて表明した[7]。
- 菅直人内閣総理大臣の外交政策について「作戦、展望を持っていない」[5]と痛烈に批判するなど、閣僚らに対し苦言を呈することも多かった。衆議院側で馬淵澄夫国土交通大臣や仙谷由人内閣官房長官らに対する不信任決議案が否決された際に、「責任は官房長官のほうが重い」[5]と指摘した。さらに、尖閣諸島中国漁船衝突事件をめぐる仙谷の答弁について「法廷闘争的な答弁はしているが、政治的には通らない」[8]と批判した。これを受け、仙谷は「参議院の議長が言っているのだから、重く受け止めたい。別に反論はない」と述べた[9]。
- 2011年（平成23年）3月1日に衆議院から送付された2011年度当初予算案について、自民党などは予算案と共に歳入関連法案が参議院に送付されていないことを問題視した。憲法第60条2項の「衆議院の議決が優先されるのは、参議院が衆議院の可決した予算を受け取った後に議決しないとき」という内容の条文を根拠に、「予算を受領したか否かは参議院側において主体的に判断できる」などと主張した。西岡は議長としてこれに同調し、予算案の受け取りを留保し、衆議院が予算案を可決した同年3月1日と異なる同年3月2日付で予算案を受領した扱いにした。
- 2011年（平成23年）3月31日に、子ども手当を半年延長する「平成二十二年度等における子ども手当の支給に関する法律案」の採決で、参議院本会議が可否同数となった際に、議長決裁で可決とした。このことについて後に「元を糺せば、こういう政策を恒久的な財源がなく、1年間の時限立法でやるのがおかしかったが、実際問題として仮に法律が通らないと、かなり現場も混乱する」として、やむを得ない対応であったことを語った。
- 2011年（平成23年）5月11日に西岡の主導で東日本大震災の復興財源に充てる増税に反対する超党派の議員連盟が発足し、声明を発表した[10]。
- 2011年（平成23年）5月19日の読売新聞に、東日本大震災の菅首相の対応を批判し、一刻も早く菅内閣が退陣するよう求める論文を寄稿した。
- 2011年（平成23年）6月、国家公務員の給与の臨時特例に関する法律案が衆議院に提出された際に、人事院との協議が不十分なまま給与削減をする趣旨に反発し、衆議院から送付された場合は参議院議院運営委員長との協議の上、人事院との協議が尽くされない限り、参議院としては法案を委員会に付託しない考えを示した。
- 2011年（平成23年）7月7日、第177回国会に6月2日に否決された内閣不信任決議は、同会期中に2回目の採決ができないとする一事不再議について、西岡は「提案者と不信任理由が異なれば2回目の採決は可能であり、（2回目の内閣不信任を）議院運営委員会で玄関払いしたり、衆議院議長が議題にしないということは不可能」と発言した。
- 2011年（平成23年）7月14日、民主党国会議員に対して菅首相を退陣させるために、民主党両院議員総会で代表の解任手続きと、衆議院での内閣不信任決議案と参議院での首相問責決議案を提出すべきだとする論文を発表した。
- 2011年（平成23年）8月31日、参議院本会議で閉会の挨拶の内容に「ねじれ国会であることを理由に、参議院へ法案を送らず、審議の時間を短縮して決断を迫り、政策推進の遅れを参議院に責任転嫁する姿勢に出たことは遺憾だ」と発言。野党議員から拍手が起こり、自民党の山本一太参院政審会長は「参議院の代表として正論を述べられた」と評価した[11]。

### 死去

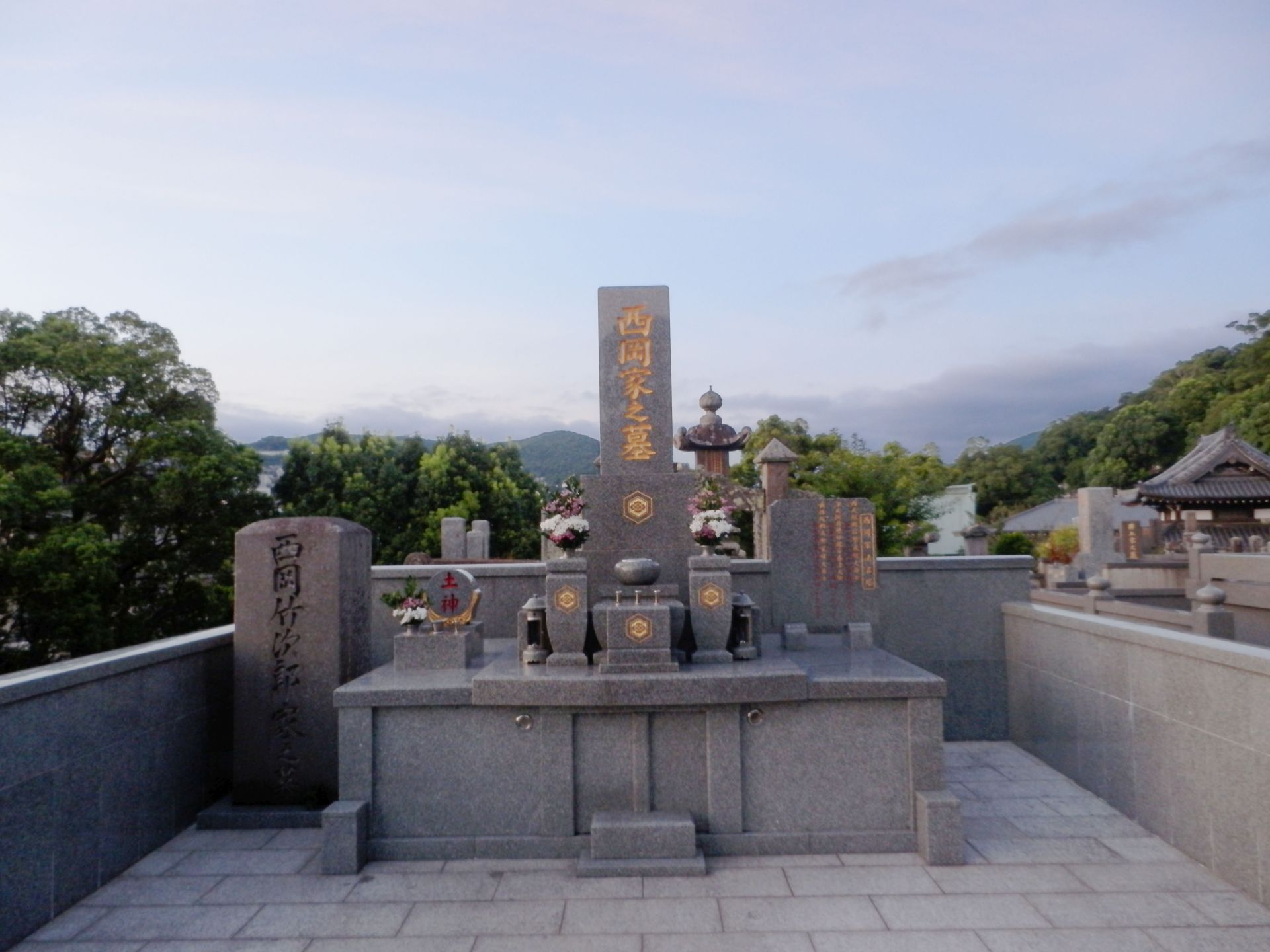
西岡家の墓

2011年（平成23年）9月30日、第178回臨時国会最終日の参議院本会議開会の際、本会議場でよろけながらも職員に支えられてようやく議長席に着いた。
また同年10月20日に召集された第179回臨時国会に於いては、口内帯状疱疹で発声に支障があるため当面欠席の意向を示した（議事進行は参議院副議長の尾辻秀久が代行）。
第179回国会召集前日の2011年（平成23年）10月19日に参議院議長公邸で西岡と会った民主党幹事長（兼民主党参議院議員会長）の輿石東は「議長は元気な様子」とコメントし、10月27日付の産経新聞に「今こそ必要な首相の覚悟」と題した論文を寄稿するなどしていたが、11月5日午前2時24分、肺炎のため東京都港区の虎の門病院で死去した。75歳没。現職参議院議長の死去は初代議長の松平恆雄（1949年11月14日死去）以来2人目であった。
2011年（平成23年）11月11日午前の閣議において、政府は西岡を従二位に叙し、桐花大綬章を贈ることを決めた。11月25日、午前の参議院本会議において副議長の尾辻秀久が哀悼演説を行い、午後に史上3人目の参議院葬儀が青山葬儀所で執り行われた。

## エピソード
- 小学生の頃から父に憧れて政治家志望だったので、小学校5年生から政治家になるまで[注釈 3]、同級生全員の約300名に毎年年賀状・暑中見舞いを送っていた。
- 中学校は海星中学校に入学したが、選挙の際に役立つよう知り合いを増やしたいと、高校受験して長崎県立長崎東高等学校に進学している。高校進学の際に、父の母校である早稲田大学志望と言うことで、東京の高校受験も考えたが、父の「政治家になるなら、今のうちに、地元に沢山の友達を作っておけ」との言葉に従い、地元の長崎東高等学校に進学した。
- 海星中学校時代の同級生に、歌手・俳優の美輪明宏が居り、西岡と美輪は晩年まで親交が深かった。美輪自身は西岡の荒々しい性格と行動力及び、その純粋さを好んでいたことを語っている[20]。落選中に出された『友・西岡武夫を語る―東京から長崎へのラブ・コール』（三修社、1986年）にも寄稿している。
- 身だしなみや礼儀に厳格で、国会議事堂の本会議場は大変神聖な場所だと言う考えに徹しており、若い議員が紺のブレザーとグレイのズボンで議場に入るのを見て、「あれは許せない。神聖な議場には揃いのスーツで入るべきだ」と苦言を呈したこともある。
  - 前述のように、国会内でのクールビズにも全く賛成していなかったこともあって、真夏でもスーツとネクタイを最期まで着用していた。

## 年譜
- 1963年（昭和38年）11月21日、第30回衆議院議員総選挙（旧・長崎1区）に無所属で出馬し、4位（最下位）で初当選。当選後に自民党の池田勇人総裁から追加公認を受け、三木派に入会。
- 1970年（昭和45年）1月14日、第3次佐藤内閣で文部政務次官に就任。
- 1976年（昭和51年）6月22日、自民党離党。新自由クラブ結党に参加し、幹事長に就任。
- 1979年（昭和54年）7月16日、河野洋平代表らとの意見の相違から新自由クラブを離党。同年の第35回衆議院議員総選挙に保守系無所属で出馬し、当選。
- 1980年（昭和55年）12月、自民党復党。政調副会長に就任。
- 1983年（昭和58年）12月18日、第37回衆議院議員総選挙に落選。
- 1986年（昭和61年）7月6日、第38回衆議院議員総選挙で返り咲き。宮澤派入り。
- 1988年（昭和63年）12月27日、竹下改造内閣で文部大臣として初入閣（1989年8月まで）。
- 1990年（平成2年）2月18日、自民党総務会長に就任。宮澤派退会。無派閥になる。
- 1993年（平成5年）12月17日、自民党離党。無所属になる。
- 1994年（平成6年）12月、新進党に参画。
- 1996年（平成8年）10月20日、第41回衆議院議員総選挙（長崎1区）に新進党から出馬し、当選。
- 1997年（平成9年）12月27日、新進党解党。
- 1998年（平成10年）1月、小沢一郎に従い自由党の結党に参加し、小沢党首の下で副党首に就任。同年、衆議院議員を辞職し長崎県知事選挙に出馬するが、金子原二郎に敗れ落選。
- 2000年（平成12年）6月25日、国政復帰のため第42回衆議院議員総選挙に自由党から出馬するが、落選。
- 2001年（平成13年）7月29日、第19回参議院議員通常選挙に自由党公認で比例区から出馬し、参議院で初当選。
- 2003年（平成15年）9月27日、自由党の解党に伴い、民主党に合流する。
- 2007年（平成19年）8月7日、市川一朗に代わり参議院議院運営委員長に就任。
- 2010年（平成22年）7月30日、江田五月に代わり参議院議長に就任。
- 2011年（平成23年）11月5日、肺炎のため死去。11月25日、青山葬儀所にて史上3人目の参議院葬儀。

## 主な参加議員連盟
- ラグビーワールドカップ2019日本大会成功議員連盟（会長）

## 親族
- 父：西岡竹次郎（元衆議院議員・長崎県知事）
- 母：西岡ハル（元参議院議員）
- 弟：西岡公夫（元長崎県議員）
- 娘：西岡秀子（衆議院議員）
- 甥：西田宣善（映画プロデューサー•編集者）
- 従兄：倉成正（元衆議院議員・外務大臣）同じ選挙区で骨肉の争いを演じた。
- 従甥：倉成正和（元衆議院議員）